# 와카호정
와카호정(若穂町)은 나가노현 가미타카이군에 설치되었던 정이다. 현재의 나가노시에 해당한다.